# Ginebra
Pour les articles homonymes, voir Ginebra (homonymie).
Ginebra est une municipalité située dans le département de Valle del Cauca, en Colombie.

## Personnalités liées à la municipalité
- Miguel Calero (1971-2012) : footballeur né à Ginebra.